# Ecliptopera albogilva
Ecliptopera albogilva es una especie de polilla de la familia Geometridae. La especie fue descrita por primera vez por Louis Beethoven Prout en 1931 con distribución en el noreste de China. El holotipo de la especie fue descrita en el sector Kunkala-Shan en la provincia de Sichuan.